# 12525 Kathleenloia
12525 Kathleenloia è un asteroide della fascia principale. Scoperto nel 1998, presenta un'orbita caratterizzata da un semiasse maggiore pari a 2,6714323 au e da un'eccentricità di 0,1959472, inclinata di 14,14597° rispetto all'eclittica.